# Ветии
Ветиите (на латински: gens Vettia, Vectia; Vecti; Vetti) са плебейска фамилия от Древен Рим.  Произлизат вероятно от Пиценум.
Известни от фамилията:
- Луций Ветий, конник (+ 59 пр.н.е.), „Ветий-Афера“
- Марк Ветий Болан, суфектконсул 66 г.
- Марк Ветий Болан (консул 111 г.)
- Гай Ветий Аквилин, консул 162.
- Гай Ветий Сабиниан Юлий Хоспет, суфектконсул 175 г.
- Гай Ветий Грат Сабиниан, консул 221 г.
- Луций Ветий Ювен, легат на провинция Тракия, 238 – 241 г.
- Гай Ветий Грат Атик Сабиниан, консул 242 г.
- Ветий Грат (консул 280 г.)
- Ветий Грат, консул 250 г.
- Ветий Аквилин, консул 286 г.
- Гай Ветий Аквилин Ювенк, християнски писател по времето на Константин Велики (306 – 337).
- Ветий Агорий Василий Маворций, консул 527 г.
- Ветий Агорий Претекстат, преториански префект 384 г.
- Гай Ветий Косиний Руфин, консул 316 г.
- Ветий Руфин (консул 323 г.)
- Ветий Юст, консул 328 г.